# ضریب تبدیل داخلی
در فیزیک هسته‌ای ضریب تبدیل داخلی(به انگلیسی: Internal conversion coefficient) مقداریست که جهت تعیین میزان آهنگ تبدیل داخلی هسته به کار می‌رود.این مقدار مطابق فرمول تجربی زیر قابل محاسبه است:
{\displaystyle \alpha ={\frac {\mbox{number of de-excitations via electron emission}}{\mbox{number of de-excitations via gamma-ray emission}}}}